# Bač, Ilirska Bistrica
Bač je naselje v Občini Ilirska Bistrica. Leži na skrajnem severu občine in je z skupno 434 prebivalci eno izmed večjih naselij na Ilirsko-Bistriškem. Vas ima cerkev, trgovino ter več gostišč. V neposredni bližini Bača je veliko turističnih točk, kot sta grad Kalec, kjer je 9. maja 1869 potekal velik tabor ter eno izmed pivških presihajočih jezer, ki je ime dobilo po samem kraju – Bačko jezero.
Med obema vojnama je tukaj delovala organizacija TIGR. Pripadal ji je tudi Alojz Valenčič, ki se je tu naselil leta 1919, leta 1930 pa je bil obsojen na smrt in ustreljen v Bazovici.
Med drugo svetovno vojno so na Baču stalno kretali kurirji in partizanske borbene enote, zato so Nemci vas skupaj s še dvema sosednima vasema 23. februarja 1944 bombardirali. Avgusta istega leta pa so Nemci skupaj z kolaboracijskimi enotami tukaj napadli istrsko partizansko brigado, ki je utrpela hude izgube. Žrtve so pokopane na pokopališču v Knežaku.
Na Baču je kmetijstvo še vedno najpomembnejša dejavnost. Glavni pridelek je krompir, poleg tega pa se vaščani ukvarjajo tudi z čebelarstvom in sadjarstvom. Pogosta je tudi govedoreja, zelo redka pa ovčereja, ki je bila do prve svetovne vojne najpomembnejša dejavnost. 